# Sopwith Gunbus
Sopwith Gunbus là một loại máy bay tiêm kích của Anh trong Chiến tranh thế giới I.

## Biến thể
Thủy phi cơ động cơ phía sau hay Thủy phi cơ Hy Lạp
S PG N
Gunbus

## Quốc gia sử dụng
Hy Lạp
- Không quân Hải quân Hy Lạp

 Anh Quốc
- Cục Không quân Hải quân Hoàng gia

## Tính năng kỹ chiến thuật (Sunbeam)
Dữ liệu lấy từ War Planes of the First World War:Fighters Volume Two 
Đặc điểm tổng quát
- Kíp lái: 2
- Chiều dài: 32 ft 6 in (9,91 m)
- Sải cánh: 50 ft 0 in (15,24 m)
- Chiều cao: 11 ft 4 in (3,46 m)
- Diện tích cánh: 474 sq ft (44,1 m²)
- Động cơ: 1 × Sunbeam Crusader[2] kiểu động cơ V8, làm mát bằng nước, 150 hp (112 kW)

 Hiệu suất bay 
- Vận tốc cực đại: 80 mph (60 knot, 129 km/h)
- Trần bay: 4.000 ft[3] (1.200 m)
- Thời gian bay: 2½ h[3]
- Lên độ cao 3.500 ft: 15 phút[3]

Trang bị vũ khí

- Súng: 1× Súng máy Lewis .303 in (7,7 mm)